# Notre-Dame de Paris (musical)
Notre-Dame de Paris é um musical franco/canadense que estreou em 16 de setembro de 1998 no Palais de Congrès, Paris. É baseado no romance Notre-Dame de Paris (O Corcunda de Notre-Dame) de 1830, do romancista francês Victor Hugo. A música foi composta por Riccardo Cocciante e a letra é de Luc Plamondon.
O diretor Gilles Maheu encenou o show em estilo de concerto, com os cantores principais no centro do palco, com dançarinos fornecendo emoção visual, mas não dramática. A orquestra e o coro foram pré-gravados.
O musical continua ativo, com novo elenco.
Desde sua estreia, o musical já foi apresentado na França, Bélgica, Canadá, China, Itália, Japão, Líbano, Luxemburgo, Polônia, Rússia, Cingapura, Coreia do Sul, Espanha, Suíça, Turquia, Reino Unido e Estados Unidos, e foi traduzido para oito idiomas (inglês, espanhol, italiano, russo, coreano, flamengo, polonês e cazaque). Uma versão mais curta em inglês foi apresentada em 2000 em Las Vegas (Estados Unidos) e uma produção londrina completa, também em inglês, durou dezessete meses. Diversas canções do musical, como "Vivre", "Belle" e "Le temps des cathédrales", foram lançadas como singles com grande sucesso nos países de língua francesa.
Notre-Dame de Paris, de acordo com o Guinness Book of Records, teve o primeiro ano de estreia de maior sucesso que qualquer outro musical.
A história se passa em Paris no ano de 1482. O poeta Gringoire, que ao longo da história atua não apenas como participante, mas também como uma espécie de comentarista, entra para preparar o cenário para a história; ele relata como o homem escreveu sua história na construção das catedrais (canção "Le temps des cathédrales").

## Elenco original de Paris
- Hélène Ségara - Esmeralda
- Garou - Quasimodo
- Daniel Lavoie - Frollo
- Bruno Pelletier - Gringoire
- Patrick Fiori - Phoebus
- Sorte Mervil - Clopin
- Julie Zenatti - Fleur-de-Lys